# Bärmö
Bärmö är en bebyggelse nordväst om Sigtuna i Sigtuna kommun. Från 2020 till 2023 avgränsade SCB här en småort.